# Jack Bonnier
J.J.M. (Jack) Bonnier (Nijmegen, 14 april 1926 – Uden, 18 januari 2012) was een Nederlands politicus van het CDA.
In 1969 werd hij burgemeester van Ravenstein als opvolger van Harrie van Weegen die burgemeester van Veghel was geworden. In augustus 1982 volgde zijn benoeming tot burgemeester van Son en Breugel wat Bonnier tot zijn pensionering in mei 1991 zou blijven.
Later ging hij wonen in Uden waar hij begin 2012 op 85-jarige leeftijd overleed. Hij was de schoonvader van de in 1999 overleden tennisser Menno Oosting.